# Roeboides araguaito
Roeboides araguaito är en fiskart som beskrevs av Lucena 2003. Roeboides araguaito ingår i släktet Roeboides och familjen Characidae. Inga underarter finns listade i Catalogue of Life.